# Fuerza Aérea de Filipinas
La Fuerza Aérea de Filipinas (en inglés: Philippine Air Force, abreviada como PAF; en filipino: Hukbong Himpapawid ng Pilipinas) es la fuerza aérea de la República de Filipinas, y una de las tres ramas principales de las Fuerzas Armadas de Filipinas.

## Historia

### Fundación
El origen se considera fue enero de 1920, cuando con Filipinas bajo el dominio de los Estados Unidos la Escuela de Aviación de Curtiss Airplane Company comenzó a entrenar a pilotos militares filipinos en Camp Claudio, al sur de Manila.
La Ley de Defensa Nacional de 1935, fundó el Ejército de Filipinas el 21 de diciembre de 1935, cuando la ley entró en vigor. El general del Ejército de los Estados Unidos, Douglas MacArthur se encargó de supervisar su fundación y formación  y se convirtió en mariscal de campo de Filipinas. El Ejército de las Filipinas incluía unidades navales y aéreas que informaban directamente al cuartel general del Ejército de la Mancomunidad Filipina.  MacArthur amplió el ejército de Filipinas con la reactivación de la marina de guerra en 1940 y la formación del Cuerpo Aéreo del Ejército Filipino (anteriormente Cuerpo Aéreo de la Constabularia Filipina), pero no estaban listos al comienzo de la guerra del Pacífico en diciembre de 1941. El destacamento aéreo se pensó estuviera compuesto de 15 oficiales y 135 soldados.

### Segunda Guerra Mundial
A finales de 1941 el destacamento filipino estaba integrado en las Fuerzas Armadas de los Estados Unidos en Lejano Oriente. Se contaba con 28 viejos cazas Boeing P-26 Peashooter , 5 bombarderos Martin B-10 y una cincuentena de biplanos y aviones de apoyo. El personal incluía 2.132 soldados mandados por 275 oficiales, en gran parte estadounidense.
Después del ataque a Pearl Harbor los medios aéreos filipinos fueron aniquilados por Japón en 1942 . El primer piloto que perdió la vida fue el teniente César Basa, el 12 de diciembre de 1941. Los pilotos filipinos con sus P-26 obtuvieron a pesar de todo algunas victorias contra aviones japoneses. Los pilotos que inauguraron el casillero fueron el Capitán Jesús Villamor o el Primer Teniente José Kare.

### Refundación
Tras el final de la guerra el gobierno filipino comenzó a trabajar para tener una capacidad militar creíble. En lo referente a fuerzas aéreas el primer paso fue el decreto ejecutivo 94, que separó la fuerza aérea del ejército, convirtiéndola en una institución independiente y con su propia jerarquía. Otra consecuencia de este decreto fue la creación de la patrulla aérea filipina (PAF). 
La nueva fuerza aérea fue rápidamente equipada con nuevos aviones, principalmente P-51 Mustang procedentes de los excedentes americanos. Filipinas adquirió 103 P-51D Mustang para los escuadrones de cazas tácticos 6.º Cobras y 7.º Bulldogs de la 5.ª Ala de caza. Estos aviones se convirtieron en la columna vertebral de la Fuerza Aérea de Filipinas de la posguerra, y se utilizaron ampliamente durante la campaña de Huk, luchando contra los insurgentes comunistas, así como la represión de los rebeldes Moro liderados por Hadji Kamlon en el sur de Filipinas hasta 1955. 
Los Mustangs también fueron los primeros aviones del equipo de demostración aérea de Filipinas, que se formó en 1953 y recibió el nombre de diamantes azules al año siguiente. Los Mustang fueron reemplazados por 56 F-86 Sabre a fines de la década de 1950, pero algunos todavía estaban en servicio para funciones COIN hasta principios de la década de 1980.

### Modernización
La PAF entró en la era de los reactores en 1955, con la adquisición de aviones de entrenamiento Lockheed T-33 y cazas F-86 Sabre en 1956 para reemplazar sus AT-6G. Los pilotos filipinos tomaron parte en la misión de la ONU en el Congo, en 1963, en misiones contra los rebeldes  separatistas. 
En los años 1970 la fuerza aérea volvió a entrar en combate, esta vez contra el Frente de Liberación Nacional Moro y el Nuevo Ejército del Pueblo.
Ha operado aviones como los Vought F-8 Crusader, Northrop F-5, Douglas A-1 Skyraider, T-34 Mentor, T-28 Trojan y el Bell AH-1 Cobra.

### Años recientes
Actualmente, los principales aviones en servicio con la fuerza aérea filipina son los Rockwell OV-10 Bronco y los entrenadores Marchetti S.211. La situación cambió con la compra de cazas ligeros surcoreanos KAI FA-50, también adquirió los A-29 con todos sus equipos del Brasil. Otras máquinas utilizadas por esta fuerza aérea son los aviones de transporte C-130, ATR-72 y los helicópteros UH-60, W-3 Sokół.